# Amen Thompson
Ameiz XLNC "Amen" Thompson (San Leandro, 30 de janeiro de 2003) é um jogador norte-americano de basquete que atualmente joga no Houston Rockets.
Thompson pulou seu último ano do ensino médio para assinar com a Overtime Elite, onde jogou por duas temporadas e ajudou seu time a vencer o título da liga. Ele foi selecionado pelos Rockets como a 4ª escolha geral do draft da NBA de 2023.
Seu irmão gêmeo, Ausar, foi escolhido uma posição após ele. Eles foram os primeiros irmãos gêmeos a serem escolhidos em uma das primeiras 5 escolhas em um draft da NBA. 

## Carreira no ensino médio
Filho de Maya Wilson e Troy Thompson, Amen foi criado em San Leandro, Califórnia. Seu irmão gêmeo idêntico, Ausar, nasceu um minuto depois dele; eles compartilham o nome do meio "XLNC" (pronunciado "excellence"). O irmão mais velho de Thompson, Troy Jr., jogou basquete universitário pela Prairie View A&M. Seu tio, Mark Thompson, representou a Jamaica nos 400 metros com barreiras nos Jogos Olímpicos de 1992. Ele e Ausar começaram a treinar para o basquete sob a orientação de seu pai aos sete anos de idade e se inspiraram em LeBron James. Os gêmeos foram educados em casa no sexto e sétimo ano para se concentrar no basquete.
Ao entrar no oitavo ano, Thompson e sua família se mudaram para Fort Lauderdale, Flórida, para que ele e Ausar pudessem jogar basquete colegial um ano mais cedo na Pine Crest School. Os gêmeos imediatamente se tornaram titulares na equipe. Como aluno do segundo ano, Thompson teve médias de 16,9 pontos, 7,3 rebotes e 3,7 assistências. Em sua terceira temporada, ele teve médias de 20,5 pontos, 8,4 rebotes e 4,4 assistências, liderando sua equipe para o título estadual em uma vitória emocionante por 90-83 na prorrogação dupla sobre a Santa Fe High School. No jogo final, Thompson marcou 43 pontos e ajudou a Pine Crest a superar um déficit de oito pontos nos últimos 45 segundos da prorrogação. Ele dividiu as honras de Co-Jogador do Ano do Sun-Sentinel com Ausar.

### Recrutamento
Thompson foi considerado um recruta de cinco estrelas pela ESPN e de quatro estrelas pela Rivals. Ele despertou interesse de programas universitários em 2019, recebendo uma oferta de bolsa de estudos da Universidade do Alabama. Após seu terceiro ano, Thompson tinha ofertas de Alabama, Arizona, Auburn, Arizona State, Kansas, entre outros programas, antes de decidir não jogar basquete universitário.

## Carreira profissional

### Team OTE (2021–2022)
Em 25 de maio de 2021, Thompson assinou um contrato de dois anos com a Overtime Elite (OTE), uma nova liga profissional sediada em Atlanta para jogadores entre 16 e 20 anos. Ele se juntou à liga com seu irmão Ausar, pulando seu último ano do ensino médio e a universidade, pois sentia que isso o prepararia melhor para a NBA.
Na temporada de 2021-22, Thompson jogou pelo Time OTE, uma das três equipes da liga, e teve médias de 14 pontos, 6,6 rebotes, 3,8 assistências e 2,1 roubos de bola. Ele competiu contra outras equipes da OTE, bem como contra oponentes de escolas preparatórias e pós-graduação. Thompson ajudou sua equipe a alcançar o segundo lugar, marcando 13 pontos na derrota por 52-45 para o Team Elite no jogo decisivo das finais. Ele também jogou pelo time afiliado da OTE, Team Overtime, no The Basketball Tournament em julho de 2022, onde sua equipe perdeu para o Omaha Blue Crew por 74-70 na primeira rodada do torneio.

### City Reapers (2022–2023)
Na temporada de 2022-23 da OTE, Thompson jogou pelo City Reapers ao lado do capitão da equipe, Ausar, que o selecionou com a primeira escolha no draft da liga. Em 9 de janeiro de 2023, ele foi nomeado Jogador da Semana da OTE após registrar 22 pontos, 10 rebotes, sete assistências e cinco roubos de bola em uma vitória por 101-90 sobre o Cold Hearts. Durante a temporada regular, Thompson teve médias de 16,4 pontos, 5,9 rebotes, 5,9 assistências e 2,3 roubos de bola, sendo nomeado para a Primeira Equipe da liga. No jogo 2 das Finais da OTE, ele marcou uma cesta decisiva no estouro do cronômetro, garantindo a vitória por 80-78 sobre o YNG Dreamerz. Thompson ajudou os Reapers a conquistarem o título da liga em uma varrida por 3-0.
Em 21 de abril de 2023, ele declarou sua elegibilidade para o draft da NBA de 2023, onde os analistas o consideravam uma potencial escolha entre os dez primeiros.

### Houston Rockets (2023–Presente)
O Houston Rockets selecionou Thompson como a quarta escolha geral no draft da NBA de 2023, uma escolha antes de seu irmão gêmeo, Ausar. Eles se tornaram os primeiros irmãos na história do draft da NBA a serem selecionados no top 5 no mesmo ano.
Em 25 de outubro de 2023, Thompson fez sua estreia na NBA, marcando oito pontos, além de cinco rebotes e duas assistências em uma derrota por 116-86 para o Orlando Magic. Thompson perdeu alguns jogos no início da temporada após sofrer uma entorse de tornozelo grau 2 no tornozelo esquerdo. Ele foi enviado para a G-League em 5 de dezembro antes de ser chamado de volta pelos Rockets quatro dias depois. Thompson retornou ao banco após uma ausência de 15 jogos e registrou dois pontos, cinco rebotes e uma assistência em 10 minutos na vitória por 93-82 sobre o San Antonio Spurs.
Os minutos e números de Thompson aumentaram enquanto ele jogava em tempo integral no time titular nos últimos 15 jogos, após seu companheiro de equipe Alperen Şengün perder o restante da temporada devido a uma lesão no joelho. Thompson registrou seu primeiro triplo-duplo na vitória sobre o Los Angeles Clippers, com um total de 18 pontos, 11 rebotes e 10 assistências em seu último jogo como novato. Ele foi selecionado para a Segunda Equipe de Novatos e se tornou o quinto jogador dos Rockets a receber esse reconhecimento nas últimas quatro temporadas da reestruturação da franquia.

## Estatísticas da carreira

### NBA
Temporada regular
| Ano      | Equipe   | PJ  | PT | MPJ  | AP   | 3P   | LL   | RT  | AS  | BR  | TO  | PPJ  |
| -------- | -------- | --- | -- | ---- | ---- | ---- | ---- | --- | --- | --- | --- | ---- |
| 2023-24  | Houston  | 62  | 23 | 22.4 | .536 | .138 | .684 | 6.6 | 2.6 | 1.3 | .6  | 9.5  |
| 2024-25  | Houston  | 69  | 42 | 32.2 | .557 | .275 | .684 | 8.2 | 3.8 | 1.4 | 1.3 | 14.1 |
| Carreira | Carreira | 131 | 65 | 27.6 | .549 | .221 | .684 | 7.4 | 3.3 | 1.3 | 1.0 | 11.9 |

Playoffs
| Ano      | Equipe   | PJ | PT | MPJ  | AP   | 3P   | LL   | RT  | AS  | BR  | TO | PPJ  |
| -------- | -------- | -- | -- | ---- | ---- | ---- | ---- | --- | --- | --- | -- | ---- |
| 2025     | Houston  | 7  | 7  | 33.0 | .494 | .250 | .694 | 6.9 | 3.3 | 1.7 | .9 | 15.7 |
| Carreira | Carreira | 7  | 7  | 33.0 | .494 | .250 | .694 | 6.9 | 3.3 | 1.7 | .9 | 15.7 |

## Prêmios e Homenagens
NBA
- NBA All-Defensive Team:
  - Primeiro Time: 2025[23]
- NBA All-Rookie Team:
  - Segundo Time: 2024